# ماهیت

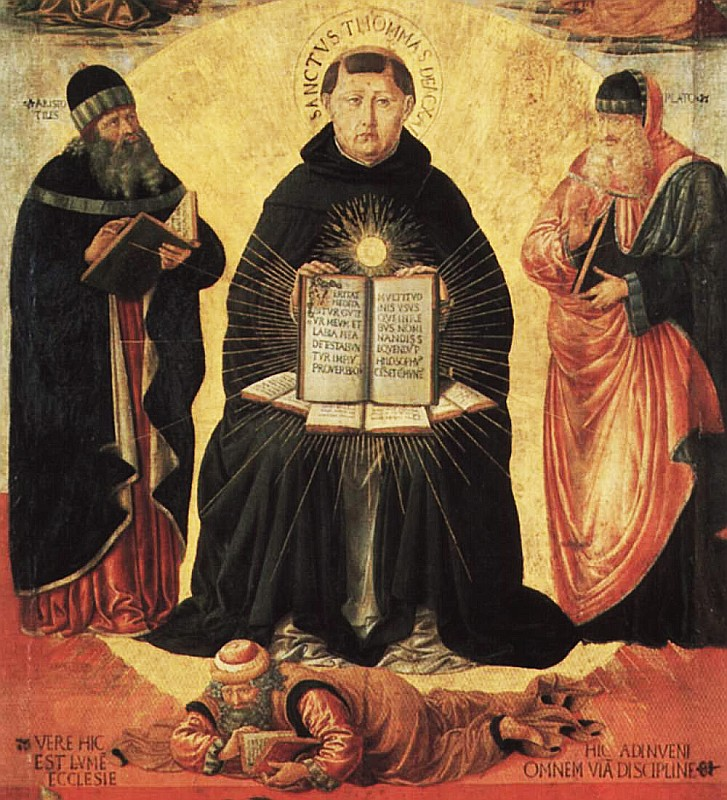
بنوززو گوتزولی

ماهیت در اصطلاح منطق سنتی آن، کلی ذاتی است که در جواب «این چیست؟» یا «ما هو؟» می‌آید. ماهیت از کلیات خمس نیست، ولی از مفاهیم اصلی آن است و ذات و عرض در ارتباط با آن معین می‌شوند. ماهیت و وجود دو موضوع علم فلسفه می‌باشند. به حد و اندازه‌ای که وجود به خود می‌گیرد یا آن موجود را به آن نام می‌شناسند ماهیت آن موجود می‌گویند. مثلاً انسان، ماهیت وجودی این حیوان ناطق است. ماهیت عارض بر وجود و شاخص تشخیص تمایز میان موجودات است.

## منشاء تفاوت‌ها، ماهیت است
موجودات در اصل «بودن» و «هستی» با یکدیگر تفاوت ندارند. بنابراین، یکسان نبودن و تفاوت میان آن‌ها منشأ دیگری دارد که می‌توان از آن تحت عنوان «ماهیت» سخن به میان آورد. ماهیت هرچه باشد و هر چیزی که دربارهٔ آن گفته شود، خصلت تفرقه و پراکندگی دارد و با توجه به آن می‌توان گفت: «فلان موجود نوعی، غیر از موجود نوعی دیگر است.» اگر از ماهیت، صرف نظر شود و ادراک آن برای اشخاص میسر نگردد، سخن گفتن از تفاوت میان انواع موجودات امکان‌پذیر نخواهد بود و آنجا که تفاوت میان انواع مطرح نباشد، از تفاوت میان افراد نیز سخن به میان نمی‌آید.
اگر تفاوت میان افراد، تحقق نداشته باشد، تفاوت میان احوال و اوقات یک فرد نیز تحقق نمی‌پذیرد. احوال متفاوت یک فرد را در خود همان فرد باید جستجو کرد و تفاوت میان افراد یک نوع نیز در مقایسه با همان نوع معنی پیدا می‌کند و تفاوت میان انواع موجودات نیز به تفاوت ذاتی ماهیات مربوط می‌گردد. به این ترتیب، منشاء همه تفاوت‌ها در عالم، ماهیت بوده و اختلاف ماهیت‌ها نیز ذاتی شناخته می‌شود.